# Конвенто (Бреша)
Конвенто је насеље у Италији у округу Бреша, региону Ломбардија.
Према процени из 2011. у насељу је живело 45 становника. Насеље се налази на надморској висини од 117 м.